# Impossible Mission
Impossible Mission [ɪmˈpɒsəbl̩ ˈmɪʃən] ist ein Computerspiel für Heimcomputer. Der erstmals 1984 für den Commodore 64 veröffentlichte Titel ist eine Mischung aus Jump ’n’ Run und Puzzle-Spiel. Die Originalversion für den C64 wurde von Dennis Caswell programmiert und von Epyx herausgebracht. Spätere Kompilationen brachten das Spiel auf nahezu alle verbreiteten Plattformen wie den Acorn Electron, Schneider CPC, Amiga, Apple II, Atari 7800, BBC Micro, Oric Atmos, Sega Master System, Sinclair ZX Spectrum und den C64 DTV. 2007 erschien eine Version für die PlayStation Portable, die neben einer neu gestalteten Optik auch die ursprüngliche C64-Grafik enthält. Eine Version für die Virtual Console (Wii) wurde am 11. April 2008 veröffentlicht.

## Handlung
In Impossible Mission übernimmt der Spieler die Rolle des namenlosen Geheimagenten 4125, der den bösen Dr. Elvin Atombender in seiner unterirdischen Basis zur Strecke bringen muss. Der 62-jährige Bösewicht verschanzt sich in einem Geheimbunker innerhalb der Basis. Zugang zu diesem Bunker erhält der Spieler mit dem richtigen Kennwort, das auf drei Dutzend Lochkarten im unterirdischen Komplex verteilt ist. Jeweils vier der Karten ergeben einen von neun Buchstaben für ein Passwort. Manuell kann das Kennwort nicht eingegeben werden, daher müssen alle neun Puzzles komplett zusammengesetzt werden. Mit dem Telefon (unten links) kann der Agent seine Helfer anrufen und die Teile vorsortieren lassen. Hier kann er auch fragen, ob schon ein Puzzle komplett ist, oder noch mehr Teile benötigt werden. Für das Zusammensetzen der Puzzles müssen gegebenenfalls die Lochkarten neu eingefärbt und in die richtige Lage gedreht werden. Wenn ein Puzzle voll ist, sich aber nicht auflöst, muss gegebenenfalls das gesamte Puzzle nochmals gedreht werden. Wenn ein Puzzle zum Teil zusammengesetzt ist und eine geometrische Figur wie einen Regenbogen, eine Spirale oder eine Zickzacklinie bildet, ist man auf der richtigen Spur.
Der Gebäudekomplex besteht aus 32 Räumen, die über acht Fahrstuhlschächte miteinander verbunden sind. In den meisten Räumen gibt es Mini-Aufzüge (schwebende Plattformen) und verschiedene horizontale Ebenen, die man über die Mini-Aufzüge erreicht. Die Räume selber haben einen oder zwei Zugänge, die wiederum zu den großen Aufzugschächten führen. Es gibt immer mindestens einen Raum zwischen zwei Aufzügen, durch den man auf gleicher Höhe hinein- und herausgelangen kann. Der Spieler muss binnen sechs Stunden Echtzeit die 36 Codekarten in diesen Räumen finden und korrekt zusammensetzen. Die Codekarten sind in 128 Möbelstücken oder Einrichtungsgegenständen wie Druckern, Desktops, Festplattenlaufwerken, Bandlaufwerken, Schreibtischen, Leselampen, Liegesofas, Sitzgruppen, Snackautomaten, Küchenzeilen, Abfalleimern, Badewannen, Bücherregalen oder Kommoden innerhalb der Räume versteckt. Der Held muss also alle Möbel durchsuchen, wobei Roboter und fliegende Kugeln sein Leben bedrohen.
Die Räume werden von bis zu vier zylinderförmigen Robotern bewacht, die verschiedene Verhaltensmuster aufweisen. Manche reagieren auf den Spieler, während andere stur ihr Programm beibehalten. Bei Berührung der elektrifizierten Roboter oder deren Energiestrahlen verliert der Spieler zehn Minuten Spielzeit, was ihm theoretisch maximal 36 Leben gibt, bevor die Spielzeit abgelaufen und das Spiel somit verloren ist. Per Knopfdruck vollführt die Spielfigur einen Sprungsalto und kann so auch über Roboter und Bodenöffnungen hinwegspringen. Zusätzlich hat der Spieler die Möglichkeit, über in den Räumen aufgestellte Computerterminals die Bewegung der Roboter für einen gewissen Zeitraum einzufrieren („snooze“). Das ermöglicht ihm, an schwierigen Stellen in Ruhe nach Codekarten zu suchen.
Neben den Puzzleteilen sind auch besondere Codekarten im Mobiliar versteckt. So gibt es neun Karten, die die Plattformen innerhalb der Räume wieder auf ihre ursprüngliche Position zurücksetzen; neun weitere Karten lassen die Roboter für eine gewisse Zeit einschlafen (freeze, siehe oben). Eine Besonderheit sind die Räume 17 und 27. Beide Räume sind nahezu identisch. Es gibt ein großes Steuerpult mit bunten Knöpfen, das mit einem riesigen Bildschirm verbunden ist. Auf dem Bildschirm ist ein Schachbrettmuster. Wenn der Agent am Terminal sucht, blinken drei der Felder auf. Dabei erklingen Töne, diese müssen in aufsteigender Reihenfolge durch Anklicken abgespielt werden. Ist es geschafft, kann das Spiel von vorne gestartet werden, dann aber mit vier Feldern (und so weiter), für jede erfolgreiche Lösung gibt es abwechselnd ein Liftreset- oder ein Snooze-Passwort.
Damit das Spiel nicht allzu schnell langweilig wird, werden die Räume jedes Mal neu gemischt. Ein Zufallsgenerator entscheidet, welcher Raum an welcher Stelle im Gebäude zu finden ist.

## Spielprinzip und Technik
Neben dem neuartigen Spielprinzip, einer Mischung aus Jump ’n’ Run und Puzzle, beeindruckte Impossible Mission vor allem durch die flüssige Animation der Spielfigur und durch die Sprachausgabe, die auf dem C64 seinerzeit unübertroffen war. Der Satz „Another Visitor … Stay a while – stay forever!“, der den Spieler zu Beginn begrüßte, gilt noch heute als eine der saubersten C64-Sprachausgaben. Die Sprache wurde mittels Synthesizing von Sound-Samples auf dem SID-Chip von der Firma Electronic Speech Systems realisiert.
Bei jedem neuen Spielbeginn werden die Räume zufällig neu verteilt und auch die Strategie der Roboter verändert sich. So ist jedes Spiel anders.

## Produktionsnotizen
Zumindest in der NTSC-Version (USA) für den Atari 7800 enthält das Spiel einen Programmierfehler, durch den es nicht lösbar ist und seinen Namen unfreiwillig zu Recht trägt. Die europäische PAL-Fassung hat diesen Fehler nicht.
Auch eine C64-Version enthält einen Fehler: Sobald ein Roboter bei Wandkontakt gegen diese Wand seinen elektrischen Strahl richtet, wird die Spielfigur unmittelbar getötet. In den Fällen, in denen der Spieler nicht vorher ein Terminal (zur Eingabe eines „Snooze“-Befehls) erreichen kann und sich in diesem Raum ein Puzzle-Teil befindet, ist die Mission nicht zu schaffen, da sämtliche Puzzle-Teile ausnahmslos benötigt werden. Der Fehler kann in sechs der Räume vorkommen (Terminal-Nr. 11, 14, 16, 18, 29 und 30) und nur bei entsprechendem Verhalten des betreffenden Roboters. In einer korrigierten Version wurde eine Lücke zwischen Roboter und Wand gelassen, sodass diese Situation nicht vorkommen konnte.

### Fortsetzungen
Das Spiel wurde 1988 mit Impossible Mission 2 fortgesetzt, das vom Magazin 64’er in seiner Retrospektive Spiele '88 als „Friedlichstes Actionspiel“ ausgezeichnet wurde. 1993 erschien der dritte Teil mit dem Titel Impossible Mission 2025 von MicroProse Ltd. für den Amiga. Im März 2007 brachte System 3 (Studio 3) ein Remake für die PlayStation Portable und das Nintendo DS heraus. Eine Version für Nintendo Wii folgte 2008.

## Rezeption
Die deutsche ASM lobte Grafik, Scrolling und Spielgeschwindigkeit der Spectrum-Version des Spiels. Impossible Mission sei „wohl eines der besten Spiele, die für den Spectrum zu haben sind“.

„Hervorragend ist auch die Animation dieses Spieles. Der Spielablauf gleicht einem Zeichentrickfilm, nur mit dem Unterschied, daß Sie den Ablauf steuern. Liebhaber von Labyrinth- und Geschicklichkeitsspielen werden von Mission Impossible sicherlich begeistert sein.“

„Am besten gelungen ist der markerschütternde Schrei, den der Spieler ausstößt, wenn er in ein Loch im Boden fällt. »Impossible Mission« ist ein Geschicklichkeitsspiel, bei dem es sowohl auf Joystick-Präzision wie auch auf logisches Denken und strategisches Vorgehen ankommt. Der Schwierigkeitsgrad ist relativ hoch, dafür macht das Spiel aber auch besonders lange Spaß.“

## Trivia
- Der Satz „Another Visitor … Stay a while – stay forever!“ stand Pate für den Namen des deutschen Retro-Spiele-Podcasts Stay Forever der ehemaligen GameStar-Redakteure Christian Schmidt und Gunnar Lott. Zudem begrüßt die originale Sprachausgabe den Zuhörer im Intro jeder Folge. Außerdem ist das Spiel selbst Thema einer Folge des Podcasts.[5]